# Hungarian (Schiff, 1859)
Die Hungarian war ein 1859 in Dienst gestelltes Passagierschiff der kanadisch-britischen Reederei Allan Line, das Passagiere, Fracht und Post von Liverpool nach Québec und Montreal beförderte. Am 19. Februar 1860 prallte die Hungarian bei Cape Sable Island an der Küste von Nova Scotia in einem Sturm auf Unterwasserfelsen und sank. Alle 205 Passagiere und Besatzungsmitglieder kamen ums Leben, da aufgrund der schweren See keine Rettungsschiffe zu der Hungarian gelangen konnten. Der Untergang der Hungarian stellt den zweitgrößten Verlust von Menschenleben auf einem Schiff der Allan Line nach der Anglo Saxon (238 Tote) dar.

## Das Schiff
Der aus Stahl konstruierte 2187 BRT große Passagierdampfer wurde 1858 von der Allan Line bei der Bauwerft William Denny and Brothers im schottischen Dumbarton am Clyde bestellt und gebaut. Lloyd’s Register of Shipping kategorisierte die Hungarian als Schiff der Klasse 1A. Ihr Versicherungswert lag bei etwa 40.000 Pfund Sterling (nach damaligem Geldwert).
Die Hungarian transportierte Passagiere, Fracht und Post von Liverpool via Derry (Nordirland) nach Québec und Montreal. In den Wintermonaten steuerten die Schiffe der Allan Line auch die Häfen von Portland im US-Bundesstaat Maine und Cork im Süden Irlands an. Die Hungarian war ein Schwesterschiff der baugleichen Bohemian, die am 22. Februar 1864 vor Cape Elizabeth an der Küste von Maine unterging, wobei 20 Menschen umkamen.
Am 9. November 1859 rettete die Hungarian die Besatzung und die Passagiere des in Seenot geratenen Schoners John Martin. Gegen 08.00 Uhr sichtete die Hungarian das sinkende Schiff vor der Neufundlandbank. Die John Martin kämpfte mit schwerer See und heftigen Böen. Ein Rettungsboot mit sieben Männern der Besatzung, darunter der Erste Offizier William H. Hardie, machte sich auf den Weg zur John Martin und nahm deren 43 Passagiere und Besatzungsmitglieder auf. Am darauf folgenden Tag traf die Hungarian in St. John’s ein, wo eine Dankesfeier stattfand und jedem der Retter ein Silberbecher überreicht wurde.

## Untergang
Am Mittwoch, dem 8. Februar 1860 legte die Hungarian in Liverpool zu ihrer dritten Überfahrt nach Montreal via Portland ab. Sie befand sich unter dem Kommando von Kapitän Thomas Jones und hatte 80 Besatzungsmitglieder und 125 Passagiere (45 Erste Klasse, 80 Zwischendeck) an Bord. Am 9. Februar erfolgte ein Zwischenhalt in Queenstown an der Südküste Irlands. Unter den Passagieren waren einige bekannte britische und kanadische Geschäftsmänner wie James Baillie von der James Baillie Company und Marcus Talbot, Mitglied des Parlaments von Ontario, mit Ehefrau.
Am Abend des 19. Februar geriet das Schiff vor Cape Ledge an der Westküste von Cape Sable in einen Schneesturm, der heftige Starkwinde und eine aufgewühlte See mit sich brachte. Der Sturm drückte das Schiff auf die als Great Rip bekannten Klippen. Wegen der schweren See und den Winden konnten die Rettungsboote nicht zu Wasser gelassen werden. Die gestrandete Hungarian wurde am Ufer von Bewohnern der Insel gesichtet, aber sie konnten nicht zu dem Wrack vordringen. Gegen 03.00 Uhr morgens am 20. Februar wurden noch Lichter und Menschen auf dem Schiff gesehen, aber gegen 10.00 Uhr sank das Schiff in den hohen Wellen.
Der Sturm legte sich erst sechs Tage später, aber es wurden keine Überlebenden mehr gefunden. Alle 205 Passagiere und Besatzungsmitglieder kamen ums Leben. Es handelt sich daher um eines der schwersten Schiffsunglücke jener Gegend, die auch Graveyard of the Atlantic (Friedhof des Atlantiks) genannt wird. Ein kieloben treibendes Rettungsboot wurde kurze Zeit später in den Hafen der Küstengemeinde Port La Tour gespült. Auch die Reste anderer geborstener Boote wurden gefunden. Über die Telegraphenstation in Barrington verbreiteten sich die Neuigkeiten von der Havarie sehr schnell. Das Unglück fand einen breiten Niederschlag in der britischen und kanadischen Presse und warf ein schlechtes Licht auf die Allan Line, die erst kurz zuvor ihr Dampfschiff Indian verloren hatte. Die Indian war am 21. November 1859 vor Cape Race gesunken, wobei 27 Menschen ums Leben gekommen waren.
Es wurde berichtet, dass sich unter den an Land gespülten Trümmern auch ein Tagebuch befand, dessen letzter Eintrag „Lizzie dies tonight“ (Lizzie stirbt heute Nacht) lautete. Der US-amerikanische Songwriter Stephen Foster griff diese Geschichte auf und schrieb 1861 das Lied Lizzie Dies Tonight. Im US-Bundesstaat Pennsylvania erschien kurz nach dem Untergang ein Schulbuch für Kinder der Sonntagsschule, das denselben Titel trug. Der Untergang führte zur Errichtung des Cape-Sable-Island-Leuchtturms im darauf folgenden Jahr.